# 三環幇 (台北)
三環幇（さんかんほう、サン・ホアン・パン）は台湾台北市を拠点に活動する黒社会組織（暴力団）のひとつ。湛洲吾が中和幇より分裂して成立した。初期の台北地区の黒社会で大きな勢力を有し、竹聯幇勢力が成長する以前の王道新の時代が全盛期であった。

## 略史
1955年、中和幇の幇主が刑事事件で逮捕収監されると中和幇内部で権力抗争が発生した。その中で有力者であった湛洲吾が自らの派閥を率いて中和幇を離脱、三環幇を結成した。
1959年、竹聯幇と四海幇の間の抗争が激化した。四海幇は三環幇と共同して竹聯幇に対抗することを提案、三環幇は文山幇などとともに四海幇勢力に合流し抗争に参加した。この抗争で竹聯幇の勢力は縮小し、四海幇が台湾最大の黒社会に成長した。
1962年、四海幇は台湾政府により強制的に解散させられる危機に直面し、その内部でも抗争が発生した。四海幇内部の混乱に乗じ竹聯幇が勢力を拡大させ、四海幇に代わり台北地区の最大となった。この過程の中でかつて四海幇派であった三環幇の勢力も衰退していった。
1968年頃、四海幇は再度反竹聯幇勢力を終結させ竹聯幇に対抗した。三環幇も再び四海幇と協力し抗争に参加した。
その後、3代目(?)幇主である林応明は天道盟に加盟、その下部組織として望天会を新たに組織した（正確な時期は不明）。林応明が離脱した後は鄒隆鎮は4代幇主として自立し三環幇を率いていた。しかし1999年5月、誘拐事件に関与したとして逮捕収監されると、古くからの構成員が次々と離脱し勢力が急速に衰退していった。

## 歴代幇主
1. 湛洲吾
2. 王道新
3. 林応明
4. 鄒隆鎮